# Храпко, Илья Яковлевич
Илья́ Я́ковлевич Храпко́ (1927 — февраль 1995, Южно-Сахалинск) — советский и российский театральный актёр, сценограф. Народный артист РСФСР (1985).

## Биография
Родился в 1927 году. Сценическую деятельность начал во Владивостоке сразу после окончания студии — в Приморском краевом театре юного зрителя. С 1953 года работал в Уссурийском драматическом театре и затем в театре Благовещенска.
В 1960 году поступил в труппу Сахалинского областного драмтеатра им. А. П. Чехова (Чехов-центр с 1990-х годов). Став уже заслуженным артистом, являлся парторгом театра.
В конце 1980-х — начале 1990-х годов выступал и как сценограф, создавал декорации к театральным постановкам. Оформлял карикатурами и озвучивал сюжеты сахалинского сатирического телевизионного журнала «Ёрш».
Скончался в феврале 1995 года, за всё время им было сыграно около 200 ролей.

## Почётные звания
- Заслуженный артист РСФСР (15 августа 1974)[4]
- Народный артист РСФСР (3 июня 1985)

## Работы в театре
Актёр
- 1970 — «Тихий Дон» по роману М. Шолохова — Пантелей Прокофьевич Мелехов
- 1971 — «Село Степанчиково…» по повести Ф. Достоевского — Фома Опискин
- 1972 — «Без вины виноватые» А. Островского — Шмага
- 1972 — «Волки и овцы» А. Островского — Чугунов
- 1973 — «Коварство и любовь» Ф. Шиллера — Миллер
- 1982 — «Моя жена лгунья» М. Эннекена и М. Мойо — мисс Петиктон

- «Оптимистическая трагедия» В. Вишневского — матрос
- «В списках не значился» по роману Б. Васильева — комиссар
- «Дела наши» — фронтовик, председатель колхоза
- «На всякого мудреца довольно простоты» А. Островского — Курчаев
- «Изобретательная влюблённая» Л. де Вега — капитан Бернардо
- «В ночь лунного затмения» М. Карима — Дервиш
- «Лиса и виноград» Г. Фигейредо — Эзоп

Сценограф
- «А по утру они проснулись» по повести В. Шукшина
- «Верните плату за обучение» Ф. Каринти
- «Вставай красавица, проснись» Г. Соколовой
- «Доходное место» А. Островского
- «Лиса и виноград» Г. Фигейредо